# Le Voile noir
Pour l’article homonyme, voir Voile noir.
Le Voile noir est une autobiographie d’Anny Duperey parue en 1992 aux éditions du Seuil, à Paris.
Elle y présente des photographies en noir et blanc prises par son père, Lucien Legras, dont elle a retrouvé les négatifs dans un tiroir. C'est le seul lien avec ses parents, morts alors qu'elle avait huit ans, et dont elle explique n'avoir gardé presque aucun souvenir. 
Ce livre trouve un grand écho chez de nombreux lecteurs qui se retrouvent dans ce récit, et les lettres reçues à la suite de cette publication sont réunies dans un recueil, Je vous écris.